# Kabinett Thorbecke II
Das Kabinett Thorbecke war das neunte Kabinett der Niederlande. Es bestand vom 1. Februar 1862 bis zum 10. Februar 1866.

## Zusammensetzung
| Amt                                      | Amtsinhaber | Bemerkungen                                                             |
| ---------------------------------------- | --- | ----------------------------------------------------------------------- |
| Ministerpräsident                        | Johan Rudolf Thorbecke |                                                                         |
| Auswärtiges                              | Anthony Jan Lucas Stratenus (komm.) Paul Therèse van der Maesen de Sombreff Willem Johan Cornelis Huyssen van Kattendijke (komm.) Eppo Cremers | bis 13. März 1862 bis 2. Januar 1864 bis 15. März 1864 ab 15. März 1864 |
| Justiz                                   | Nicolaas Olivier |                                                                         |
| Inneres                                  | Johan Rudolf Thorbecke |                                                                         |
| Finanzen                                 | Gerardus Henri Betz Nicolaas Olivier (komm.)                                                                                                   | bis 27. November 1865 ab 27. November 1865                              |
| Krieg                                    | Johan Wilhelm Blanken |                                                                         |
| Marine                                   | Willem Johan Cornelis Huyssen van Kattendijke Johan Wilhelm Blanken (komm.)                                                                    | bis 6. Februar 1866 ab 6. Februar 1866                                  |
| Kolonien                                 | Gerhard Hendrik Uhlenbeck Gerardus Henri Betz (komm.) Isaäc Dignus Fransen van de Putte                                                        | bis 3. Januar 1863 2. Februar 1863 ab 2. Februar 1863                   |
| Angelegenheiten der Katholischen Kirche  | Karel Adrianus Meeussen |                                                                         |
| Angelegenheiten der Reformierten Kirchen | Jolle Albertus Jolles |                                                                         |